# Microsoft Loop
Microsoft Loop je nástroj pro správu projektů a organizaci poznámek od společnosti Microsoft. Jedná se o mladou webovou aplikaci umožňující spolupráci více uživatelů. Je ještě ve vývoji a v současnosti (srpen 2023) neumožňuje offline režim.

## Popis
Microsoft se při návrhu nástroje inspiroval u konkurenčního nástroje Notion. Smyslem aplikace je vytváření nástěnek, na které uživatelé vkládají tzv. komponenty, což jsou dílčí části obsahu z různých aplikací (např. tabulka, poznámka, atd.). Ty si pak uživatelé organizují podle svého a mohou je dále komentovat nebo sdílet, případně si nechat poradit od umělé inteligence Copilot. K srpnu 2023 aplikace podporuje takovýto obsah z aplikací výhradně Microsoftu, konkrétně z Outlooku, Whiteboardu, z webového Wordu a z Teams.
Nástroj je k dispozici na webu nebo jako aplikace pro Windows ve Store (od verze 10 20H1), která je vlastně webovou aplikací nainstalovanou v Edgi, nebo jako aplikace pro mobily či aplikace pro iPady.